# 王惠文
王惠文（1943年—），男，汉族，河北唐山人，中华人民共和国政治人物，中国共产党党员，曾任惠达集团董事长，第十一届全国人民代表大会河北地区代表。

## 生平
2008年当选为第十一届全国人大代表。